# Katarzyna Ferenz
Katarzyna Ferenz (ur. 18 lub 28 września 2001) – polska lekkoatletka, sprinterka.

## Osiągnięcia
Zdobyła złoty medal w sztafecie 4 × 100 metrów podczas mistrzostw Polski w 2022.
Rekordy życiowe:
- bieg na 100  metrów – 12,12 (19 maja 2021, Toruń)
- bieg na 200  metrów – 24,95 (22 maja 2022, Poznań)